# Баранов Віктор Кирилович
Віктор Кирилович Баранов (11 червня 1901 — 26 липня 1970) — радянський воєначальник, Герой Радянського Союзу (1945). Генерал-лейтенант.

## Біографія
Народився 11 червня 1901 в селі Шереметьєвка Сизранського повіту Симбірської губернії (нині Сизранський район Самарської області) в селянській родині. Росіянин. Закінчив 3 класи, працював на бавовноочисному заводі в Узбекистані.
У Червоній Армії з березня 1918 року. Брав участь у Громадянській війні, воював проти басмачів.
У 1937 році закінчив Військову академію імені Фрунзе
Учасник німецько-радянської війни з червня 1941 року.
10 липня 1942 генерал-майор Баранов став командиром 1-го гвардійського кавалерійського корпусу, яким командував по 11 травня 1945 року. За роки війни Баранов зі своїми кавалеристами відзначився в Чернігівсько-Полтавській, Сумсько-Прилуцькій, Рівненсько-Луцькій, Львівсько-Сандомирської, Нижньо-Сілезькій, Берлінській та інших операціях.
15 вересня 1943 Баранову було присвоєно звання генерал-лейтенанта.
29 травня 1945 генерал-лейтенанту Баранову Віктору Кириловичу присвоєно звання Героя Радянського Союзу з врученням ордена Леніна і медалі «Золота Зірка» (№ 7910).
Після війни продовжив службу в Збройних Силах СРСР. У 1952 році закінчив Вищі академічні курси при Військовій академії Генштабу.
З квітня 1953 генерал-лейтенант В. К. Баранов у запасі. Помер 26 липня 1970 року в Дніпропетровську. Похований на Алеї Героїв Запорізького кладовища в Дніпропетровську.

## Вшанування пам'яті
Іменем Віктора Баранова названа одна з вулиць Дніпропетровська